# Ibb (huyện)
Huyện Ibb là một huyện thuộc tỉnh Ibb, Yemen. Đến thời điểm năm 2003, huyện này có dân số 143641 người